# Danh sách tòa nhà cao nhất Singapore
Đây là danh sách các tòa nhà cao nhất ở Singapore. Ở Singapore, 3 toà nhà đang cùng giữ danh hiệu tòa nhà cao nhất đảo quốc này, đó là UOB Plaza One, Republic Plaza và OUB Centre. OUB Centre đã là tòa nhà cao nhất bên ngoài Bắc Mỹ từ năm 1985 đến năm 1988. Cục hàng không dân dụng Singapore cho phép xây các tòa nhà chỉ cao tối đa 280 m do yêu cầu về an toàn hàng không.

## Đã hoàn thành
| TT | Tên tòa nhà                                  | Địa chỉ                        | Chiều cao (m) | Số tầng | Xây  |
| -- | -------------------------------------------- | ------------------------------ | ------------- | ------- | ---- |
| 1  | Guoco Tower                                  | 1 Wallich Street               | 290           | 65      | 2016 |
| 2  | OUB Centre                                   | 1 Raffles Place                | 280           | 63      | 1986 |
| 3  | UOB Plaza One                                | 80 Raffles Place               | 280           | 66      | 1992 |
| 4  | Republic Plaza                               | 9 Raffles Place                | 280           | 66      | 1995 |
| 5  | Capital Tower                                | 168 Robinson Road              | 254           | 52      | 2000 |
| 6  | Altez @ Enggor Street                        | enggor street                  | 250           | 62      | 2014 |
| 6  | Skysuites @ Anson Enggor Street              | 8 Enggor Street, Tanjong Pagar | 250           | 72      | 2014 |
| 7  | One Raffles Quay North Tower                 | 1 Raffles Quay                 | 245           | 50      | 2006 |
| 7  | The Sail @ Marina Bay                        | 2 Marina Boulevard             | 245           | 70      | 2008 |
| 7  | Marina Bay Financial Centre office tower II  | 8A Marina Boulevard            | 245           | 50      | 2010 |
| 7  | Ocean Financial tower                        | Raspberry place                | 245           | 43      | 2011 |
| 8  | CapitalGreen                                 | 138 Market street              | 442           | 40      | 2014 |
| 9  | Marina Bay financial Centre office tower III | 8 Marina Boulevard             | 239           | 46      | 2012 |
| 10 | V on Shenton Residential tower               | Shenton way                    | 237           | 54      | 2017 |
| 11 | 8 Shenton Way                                | 8 Shenton Way                  | 235           | 52      | 1986 |
| 11 | Frasers tower                                | Cecil street                   | 235           | 38      | 2018 |
| 12 | Asia Square tower 1                          | 8 marina wiew                  | 229           | 43      | 2011 |
| 13 | Marina Bay Residence                         | 10 Marina Boulevard            | 227.1         | 55      | 2010 |
| 14 | Marina Bay suites                            | Marina wiew link               | 226.9         | 66      | 2013 |
| 15 | Swissotel the stamford                       | 2 Stamford Road                | 226           | 73      | 1986 |
| 16 | Marina One                                   | Maxwell Rd                     | 225.5         | 34      | 2017 |
| 17 | Millenia Tower                               | 1 Temasek Avenue               | 223           | 41      | 1996 |
| 18 | Asia Square Tower 2                          | 12 Marina wiew                 | 221.5         | 46      | 2013 |
| 19 | South Beach South Tower                      | 38 Beach Road                  | 217.5         | 45      | 2015 |
| 19 | South Beach South Tower                      | 38 Beach Road                  | 217.5         | 45      | 2015 |
| 20 | central Park tower                           | 6 Marina Boulevard             | 215           | 63      | 2008 |
| 21 | One shenton tower I                          | 1 Shenton Way                  | 214           | 50      | 2011 |
| 22 | The Orchard Residences                       | 238 Orchard Boulevard          | 210.9         | 56      | 2010 |
| 23 | One Raffles Place Tower 2                    | 1 Raffles Place #04-02         | 209.6         | 38      | 2012 |
| 24 | Marina Bay Sands Hotel 1                     | 10 Bayfront Avenue             | 206.9         | 57      | 2010 |
| 24 | Marina Bay Sands Hotel 3                     | 10 Bayfront Avenue             | 206.9         | 57      | 2010 |
| 24 | Marina Bay Sands Hotel 2                     | 10 Bayfront Avenue             | 202.8         | 57      | 2010 |
| 25 | DBS Tower I                                  | 6 shenton way                  | 201.2         | 50      | 1975 |
| 26 | Overseas Chinese Banking Corp. Centre        | 65 chulia street               | 197.7         | 52      | 1976 |
| 27 | Oasia Hotel Downtown                         | 100 Peck Seah Street           | 190.9         | 27      | 2016 |
| 28 | International Plaza                          | 10 Anson Road                  | 190           | 50      | 1976 |
| 29 | Singapore Land Tower                         | 50 Raffles Place               | 190           | 48      | 1980 |
| 30 | SGX Centre One                               | 2 Shenton Way                  | 187           | 30      | 2000 |
| 31 | SGX Centre Two                               | 4 Shenton Way                  | 187           | 30      | 2001 |
| 32 | Marina Bay Financial Centre Office Tower I   | 8 Marina Boulevard             | 186           | 33      | 2010 |
| 33 | DUO Residences                               | Fraser Street                  | 186           | 50      | 2018 |
| 34 | PSA Building                                 | 460 Alexandra Road             | 183           | 42      | 1986 |
| 35 | Suntec City Tower 1                          | 7 Temasek Boulevard            | 180.8         | 45      | 1997 |
| 35 | Suntec City Tower 2                          | 9 Temasek Boulevard            | 180.8         | 45      | 1997 |
| 35 | Suntec City Tower 3                          | 8 Temasek Boulevard            | 180.8         | 45      | 1997 |
| 35 | Suntec City Tower 4                          | 6 Temasek Boulevard            | 180.8         | 45      | 1997 |

## Đang xây
| TT | Tên tòa nhà                   | Địa chỉ          | Chiều cao (m) | Số tầng | Xây  |
| -- | ----------------------------- | ---------------- | ------------- | ------- | ---- |
| 2  | Ion Orchard                   | Orchard Turn     | 218           | 12      | 2009 |
| 3  | The Sail @ Marina Bay Tower 2 | Marina Boulevard | 215           | 63      | 2009 |
| 4  | The Marina Bay Sands          | Marina Bay       | 200-245       | 52      | 2010 |
| 5  | Icon Loft Tower 2             | 10 Gopeng Street | 163           | 46      | 2006 |
| 6  | The Pinnacle @ Duxton         | Duxton           | 156           | 50      | 2009 |

## Đề nghị xây

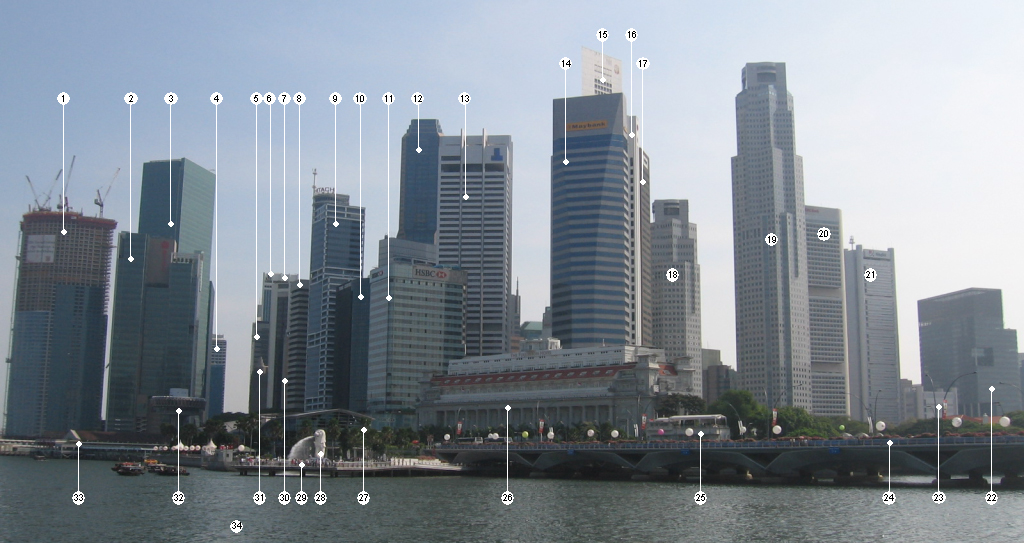
Nhiều tòa nhà cao tầng ở Singapore nằm ở Downtown Core: 1 The Sail @ Marina Bay, 2 One Marina Boulevard, 3 One Raffles Quay North Tower, 4 UIC Building, 5 John Hancock Tower, 6 Hong Leong Building, 7 Ocean Building, 8 Clifford Centre, 9 Hitachi Tower, 10 Tung Centre, 11 HSBC Building, 12 Republic Plaza, 13 Singapore Land Tower, 14 Maybank Tower, 15 OUB Centre, 16 Bank of China Building, 17 6 Battery Road, 18 UOB Plaza Two, 19 UOB Plaza One, 20 OCBC Centre, 21 Pickering Operations Complex, 22 One George Street, 23 Pickering Operations Complex, 24 Esplanade Bridge, 25 The Fullerton Waterboat House, 26 The Fullerton Hotel Singapore, 27 One Fullerton, 28 Merlion, 29 Merlion Park, 30 The Arcade, 31 Asia Insurance Building, 32 Change Alley Aerial Plaza, 33 Clifford Pier, 34 Marina Bay.

| TT | Tòa nhà                     | Tòa nhà     | Tòa nhà     | Địa chỉ          | Chiều cao (m) | Số tầng | Xây  | Công năng       |
| TT | tiếng Anh                   | Tiếng Trung | Tiếng Tamil | Địa chỉ          | Chiều cao (m) | Số tầng | Xây  | Công năng       |
| -- | --------------------------- | ----------- | ----------- | ---------------- | ------------- | ------- | ---- | --------------- |
| 1  | Marina Bay Financial Centre |             |             | Marina Boulevard | 245           | 66      | 2010 | Văn phòng/Nhà ở |

Bản mẫu:TBSW